# Alfred Pugsley
Sir Alfred Grenville Pugsley  (* 13. Mai 1903 in Wimbledon; † 9. März 1998 in Bristol) war ein britischer Bau- und Flugzeugingenieur.

## Leben
Pugsley studierte am Battersea Polytechnic in London und danach am Royal Arsenal in Woolwich. Ab 1926 war er bei den Royal Airship Works in Cardington an der Entwicklung des Luftschiffs R 101 beteiligt, wobei er lernte, dass das Tragverhalten wesentlich von hohen konstanten Lasten beeinflusst wird. Ab 1931 war er am Royal Aircraft Establishment in Farnborough und untersuchte die Dynamik von Flugzeugflügeln. Ab 1941 war er dort Leiter der Abteilung Statik und Maschinenbau (Structural and Mechanical Engineering). Nach dem Krieg war er Professor für Bauingenieurwesen an der University of Bristol und 1968 wurde er emeritiert.
Er entwickelte das probabilistische Sicherheitskonzept im Bauingenieurwesen, war Experte für Metallermüdung bei Flugzeugen und befasste sich mit dem Entwurf von Hängebrücken. 1952 bis 1957 war er Präsident des Aeronautical Research Council.
1968 untersuchte er den Hochhaus-Teileinsturz von Ronan Point in Newham (East London) mit vier Toten (die Gesamtleitung der Untersuchung hatte Lord Hugh Griffiths) als Folge einer Gasexplosion in einem Herd kurze Zeit nach der Einweihung. Der Bericht legte Konstruktionsfehler in der Fertigteilbauweise bloß und führte zu einer Überarbeitung der Bauvorschriften.
1968 erhielt er die Goldmedaille der Institution of Structural Engineers, deren Präsident er 1957 war und deren James Alfred Ewing Medal er 1979 erhielt. 1952 wurde er Fellow der Royal Society und 1956 wurde er geadelt. 1944 erhielt er einen OBE.

## Schriften
- Concepts of Safety in Structural Engineering. In: Journal ICE (Institution of Civil Engineers), 1951
- The Theory of Suspension Bridges. Arnold, London 1957
- The Safety of Structures. Arnold, London 1966
- The Engineering Climatology of Structural Accidents. In: Proc. Int. Conf. Structural Safety and Reliability, Washington D.C. 1969, S. 335–340
- Statics in Engineering Hands. James Forrest Lecture 1978. In: Proc. ICE, Band 66, 1979,  S. 159–168
- als Herausgeber: The Works of Isambard Kingdom Brunel. Cambridge UP, 1980
- The non-linear behaviour of a suspended cable. In: Quarterly J. of Mechanics and Applied Mathematics, Band 36, 1983, S. 157–162